# جون جوزيف مونتجومري
جون جوزيف مونتغومري (بالإنجليزية: John Joseph Montgomery)‏ (15 فبراير 1858 -31 أكتوبر 1911) هو مخترع وفيزيائي ومهندس أمريكي، وأستاذ في جامعة سانتا كلارا في سانتا كلارا، كاليفورنيا، وعُرف باختراعه لآلات طيران أثقل من الهواء.
في ثمانينيات القرن التاسع عشر، أجرى مونتغومري، وهو من السكان المحليين لمدينة يوبا، في ولاية كاليفورنيا، تجارب طيران مأهولة في سلسلة من الطائرات الشراعية في الولايات المتحدة في أوتاي ميسا بالقرب من سان دييغو في ولاية كاليفورنيا. على الرغم من عدم الإعلان عن هذه الرحلات في ثمانينيات القرن التاسع عشر، وصف مونتغومري لأول مرة هذه الرحلات الجوية كجزء من محاضرة ألقاها في المؤتمر الدولي للملاحة الجوية في شيكاغو، عام 1893. جاءت هذه التطورات المستقلة بعد رحلات طيران شراعية قام بها رواد أوروبيون، مثل طيار جورج كايلي في إنجلترا (عام 1853) وجان ماري لو بريس في فرنسا (عام 1856). رغم أن مونتغومري لم يدّع الأسبقية، فإن تجاربه في الطيران الشراعي التي قام بها في ثمانينيات القرن التاسع عشر يعتبرها بعض المؤرخين والمنظمات أول الرحلات الجوية الموجهة لآلة طيران أثقل من الهواء في أمريكا أو في نصف الكرة الغربي، وذلك بحسب المصدر.
ابتكر مونتغومري أساليب تحكم مختلفة لطائراته الشراعية، يشمل ذلك حمل الوزن للالتفاف والرافعة للانحدار (عام 1884). استخدمت التصميمات اللاحقة قلابات مفصلية تجريبية التشغيل مثبتة على الحافة الخلفية على الأجنحة (بين عامي 1885 و1886) للتحكم في الالتفاف، واستخدمت فيما بعد، أنظمة انتفال جناح كامل للالتفاف (لعامي 1903 و1905)، وثم للالتفاف والانحدار على حد سواء (في عام 1911).

## علم الطيور
في أوائل ثمانينيات القرن التاسع عشر، بدأ مونتغومري دراسة تشريح مجموعة متنوعة من الطيور الكبيرة المحلقة لتحديد خصائصها الأساسية، مثل منطقة الجناح والوزن الكلي والأسطح المنحنية. عمل على متابعة ومراقبة مفصلة للطيور في أثناء الطيران، وخاصة الطيور الكبيرة المحلقة مثل النسور، والصقور، والعقبان النسرية، والبجعات اللائي حلقن على الأعمدة الدافئة بالقرب من خليج سان دييغو.
حاول في البداية أن يحقق رحلات مأهولة بواسطة الطائرات الخفاقة. في عام 1883، بنى سلسلة من ثلاث طائرات خفاقة وجربها، ولكنه وجد أن القوة البشرية غير كافية لتوليد الرفع الضروري. تخلى عن الطيران بجناح خفاق، مفضلًا بدلًا من ذلك محاكاة الطيور المحلقة بطائرة ثابتة الجناحين. استنتج أنه سيكون من الممكن حل فيزياء الطيران الشراعي والطيران العالي ثم إضافة محرك.

## طائرة شراعية منزلقة ثابتة الجناحين
اختبر مونتفومري أولًا مفاهيمه للتصميم والبناء والتحكم بالطائرات الشراعية باستخدام نماذج طيران حر محدودة النطاق. كانت أول طائرة شراعية له بين عامي 1883 و1884 تحمل جناح حامل محدب مبني على انحناء جناح طائر النورس. تم التحكم بالانحدار بواسطة رافع قابل للتشغيل، وتم التحكم بالالتفاف بواسطة حمل وزن دليلي. لم يتم التحكم بالانعراج. شكل تصميم الطائرات هذه الأساس لثلاث طائرات شراعية خلال الفترة بين عامي 1883 و1886. في ربيع عام 1884، قام مونتغومري برحلات تصل إلى ارتفاع 600 قدم (180 متر) من أطراف أوتاي ميسا. في أثناء التجارب بهذه الطائرة، وجد مونتغومري أن الطائرة الشراعية لا تستجيب جيدًا إلى هبات الرياح الجانبية. عاد إلى علم الطيور ولاحظ كيف أن النسر الرومي له زاوية زوجية كبيرة ويلوي جناحيه كشكل من أشكال التوازن الجانبي.
في محاكاة أساليب التحكم هذه، دمج في فترة عامي 1884 و1885 القلابات المفصلية في الحافة الخلفية من طائرة شراعية ثانية. دُعمت تلك القلابات بضغط النابض لتحقيق التوازن التلقائي في الهبات الجانبية، ولكنها رُبطت أيضًا من خلال كابلات بمقعد الطيار حتى يمكن تشغيلها ميكانيكيًا بواسطة الطيار للتحكم في الالتفاف. في جوهرها، كانت هذه القلابات أولى الجنيحات. احتوت الطائرة الشراعية الثانية على جناح حامل من صفائح مسطحة، وزاوية زوجية هائلة لضمان الثبات، ورافع قابل للتشغيل للتحكم في الانحدار. ابتكر مونتغومري نظام سكة مائلة بحيث يمكن أن تلتف الطائرة الموجهة من أعلى التل وأن تصل إلى السرعة الكافية للطيران.
في شتاء 1885/1886، أنشأ مونتغومري طائرة شراعية ثالثة. كان لها أيضًا حامل جناح منحن مصمم على غرار أجنحة النسر الرومي، على الرغم من أن الحواف الأمامية والخلفية كانت مطوية للأعلى قليلًا. شُكل الجناح، من حيث الباع، بناءً على جناحي النورس. سمحت أدوات التحكم للطيار بتغيير زاوية السقوط لكلا الجناحين الأيسر والأيمن إما على نحو موحد أو مستقل. شُملت أيضًا الزواية الزوجية والرافع القابل للتشغيل. استنتج مونتغومري أن هناك حاجة إلى فهم أفضل للديناميكيات الهوائية لتصميم حامل جناح ملائم.
قال مونتغومري في خطاب ألقاه في عام 1893 إن الرحلات جرت بهذه الطائرات الثلاث خلال الفترة الواقعة بين عامي 1884 و1886، بمساعدة عرضية من ثلاثة أصدقاء على الأقل وشقيقين أصغر سنًا. من بين محاولات الطيران التي أجريت مع الطائرة الثانية (في عام 1885) أشارت رواية أوكتيف تشانوت في عام 1893 إلى أنه «أجريت عدة محاولات، ولكن لم يكن من الممكن الحصول على رفع فعال». من تلك الخاصة بالطائرة الثالثة (في عام 1886) كتب تشانوت «هذه الآلة الأخيره أثبت فشلًا كاملًا، إذ لا يمكن الحصول على تأثير رفع فعال من الرياح يكفي لحمل 180 رطل، الذي صُمم لحمله».
أوضحت رواية مونتغومري أنه اعتبر تكنولوجيا الطائرتين الشراعيتين الثانية والثالثة لعامي 1885 و1886 فعالة، ولكن تصميمات حامل الجناح كانت مخيبة للآمال من حيث توليد الرفع لأنها أنتجت رحلات طيران شراعية أقصر بكثير مقارنةً بالطائرة الأولى في عام 1884. أدرك أنه أخذ يبعد أكثر فأكثر عن فهم آلية الرفع، وبدأ في إجراء تجارب مخبرية مراقَبة لدراسة حاملات الجناح. في عام 1886، نظر بإيجاز في تقديم طلب لبراءات اختراع تتعلق بالموازنة الجانبية، لكنه لم يفعل ذلك.